# Školovanje u području konzervacije restauracije kulturne baštine
Školovanje u području konzervacije restauracije kulturne baštine Treba istaći da se u konzervatorsko restauratorsku struku u pravilu moglo ući na više načina.
Nekada je i u svijetu i kod nas dominiralo pripravništvo kao uobičajeni put za ulazak u struku,dok danas dominantan način predstavlja sveučilišni studij konzervacije restauracije.Danas je u svijetu uobičajen i kombinirani pristup - u tom slučaju se nakon diplome određeno vrijeme provodi stažiranjem u nekoj instituciji koja se bavi konzervacijom restauracijom kulturnih dobara.

"Opseg se konzervatorovog rada danas značajno proširio,te više ne dominira praktičan rad na predmetima,već se   sve veći značaj pridaje znanstvenim istraživanjima,preventivnoj konzervaciji,organizaciji izložbenih projekata,upravljanju kao i obrani struke".
Pristupi se unutar različiotih zemalja manje ili više razlikuju,zavisno o obrazovnom sustavu unutar svake zemlje.
Brojne konzervatorsko restauratorske udruge i organizacije također daju i dodatne informacije o pojedinim visokoobrazovnim institucijama,te specijalnostima koje se tamo izučavaju.

## Stanje u Hrvatskoj -  studiji,pristup,predavači
U Hrvatskoj trenutačno postoje tri studija konzervacije restauracije:
- Diplomski (integrirani 5 godišnji) studij konzerviranja i restauriranja umjetnina: štafelajnih i zidnih slika, te polikromirane drvene skulpture, kamena i arhitektonske plastike na Odsjeku za restauriranje i konzerviranje umjetnina na Akademiji likovnih umjetnosti u Zagrebu(od 1997.)

- Diplomski studij konzervacije i restauracije kamena, štafelajnog slikarstva i polikromne plastike, zidnog slikarstva i mozaika, arheološke baštine te metala,  Umjetnička Akademija Sveučilišta u Splitu] (od 1997.)- UMAS.

http://www.umas.hr
- Preddiplomski i diplomski studij konzervacije i restauracije predmeta od papira, tekstila, drveta, metala i keramike, Sveučilište u Dubrovniku (od 2005.)